# Emilio Romero
Emilio Romero (Emilio Romero Nicolsin; * 28. Mai 1937 in Quiriquire) ist ein ehemaliger venezolanischer Sprinter.
In der 4-mal-100-Meter-Staffel gewann er Silber bei den Panamerikanischen Spielen 1959 in Chicago und wurde Fünfter bei den Olympischen Spielen 1960 in Rom.